# Paul Groesse
Paul Groesse (* 28. Februar 1906 in Österreich-Ungarn; † 4. Mai 1987 in Woodland Hills, Los Angeles) war ein US-amerikanischer Szenenbildner beim Film.

## Leben
Nach seinem Abschluss an der Yale University arbeitete Paul Groesse Anfang der 1930er Jahre als Architekt in Chicago. 1937 wurde er von MGM als Ausstatter unter Vertrag genommen und war dort ab 1944 auch als Art Director, künstlerischer Leiter einer Filmproduktion, tätig.
Groesse spezialisierte sich auf das Dekor des 19. Jahrhunderts, was ihn für Filme wie Der große Walzer (1938), Madame Curie (1943) und Die Entscheidung (1945) prädestinierte. Dabei arbeitete er häufig mit dem legendären Szenenbildner Cedric Gibbons zusammen, mit dem er, wie auch mit Edwin B. Willis, mehrfach für den Oscar nominiert wurde. Für die drei Filme Stolz und Vorurteil (1940), Die Wildnis ruft (1946) und Kleine tapfere Jo (1949) konnte er den Filmpreis gewinnen. 1967 beendete er seine berufliche Laufbahn beim Film. Paul Groesse starb 1987 im Alter von 81 Jahren in Los Angeles.

## Filmografie (Auswahl)
- 1938: Three Comrades – Regie: Frank Borzage
- 1938: Der große Walzer (The Great Waltz) – Regie: Julien Duvivier
- 1938: Brennendes Feuer der Leidenschaft (The Shining Hour) – Regie: Frank Borzage
- 1939: Drunter und drüber (It’s a Wonderful World) – Regie: W. S. Van Dyke
- 1939: Lady of the Tropics – Regie: Jack Conway
- 1940: Stolz und Vorurteil (Pride and Prejudice) – Regie: Robert Z. Leonard
- 1941: Der letzte Bandit (Billy the Kid) – Regie: David Miller
- 1941: Der Schatten des dünnen Mannes (Shadow of the Thin Man) – Regie: W. S. Van Dyke
- 1942: Tortilla Flat – Regie: Victor Fleming
- 1943: Heimweh (Lassie Come Home) – Regie: Fred M. Wilcox
- 1943: Madame Curie – Regie: Mervyn LeRoy
- 1944: Dreißig Sekunden über Tokio (Thirty Seconds Over Tokyo) – Regie: Mervyn LeRoy
- 1945: Die Entscheidung (The Valley of Decision) – Regie: Tay Garnett
- 1946: Die Wildnis ruft (The Yearling) – Regie: Clarence Brown
- 1947: Endlos ist die Prärie (The Sea of Grass) – Regie: Elia Kazan
- 1948: Wirbel um Judy (A Date with Judy) – Regie: Richard Thorpe
- 1948: Liebe an Bord (Luxury Liner) – Regie: Richard Whorf
- 1949: The Stratton Story – Regie: Sam Wood
- 1949: Kleine tapfere Jo (Little Women) – Regie: Mervyn LeRoy
- 1950: Duell in der Manege (Annie Get Your Gun) – Regie: George Sidney
- 1950: Von Katzen und Katern (The Big Hangover) – Regie: Norman Krasna
- 1950: König Salomons Diamanten (King Solomon’s Mines) – Regie: Compton Bennett
- 1951: Mein Mann will heiraten (Grounds for Marriage) – Regie: Robert Z. Leonard
- 1951: Zu jung zum Küssen (Too Young to Kiss) – Regie: Robert Z. Leonard
- 1952: Die lustige Witwe (The Merry Widow) – Regie: Curtis Bernhardt
- 1953: Lili – Regie: Charles Walters
- 1953: Eine Chance für Suzy (Give a Girl a Break) – Regie: Stanley Donen
- 1954: Symphonie des Herzens (Rhapsody) – Regie: Charles Vidor
- 1954: Verwegene Landung (Men of the Fighting Lady) – Regie: Andrew Marton
- 1956: Mädchen ohne Mitgift (The Catered Affair) – Regie: Richard Brooks
- 1958: Die Brüder Karamasow (The Brothers Karamazov) – Regie: Richard Brooks
- 1959: Die den Tod nicht fürchten (The Wreck of the Mary Deare) – Regie: Michael Anderson
- 1959: Die Nervensäge (The Gazebo) – Regie: George Marshall
- 1962: Music Man – Regie: Morton DaCosta
- 1963: Rufmord (Twilight of Honor) – Regie: Boris Sagal
- 1966: Überfall auf die Queen Mary (Assault on a Queen) – Regie: Jack Donohue
- 1966: Gesicht ohne Namen (Mister Buddwing) – Regie: Delbert Mann
- 1967: In der Hitze der Nacht (In the Heat of the Night) – Regie: Norman Jewison

## Auszeichnungen

### Oscar
Bestes Szenenbild
Gewonnen:
- 1941: Stolz und Vorurteil (zusammen mit Cedric Gibbons)
- 1947: Die Wildnis ruft (zusammen mit Cedric Gibbons, Edwin B. Willis)
- 1950: Kleine tapfere Jo (zusammen mit Cedric Gibbons, Edwin B. Willis, Jack D. Moore)

Nominiert:
- 1944: Madame Curie (zusammen mit Cedric Gibbons, Edwin B. Willis, Hugh Hunt)
- 1951: Duell in der Manege (zusammen mit Cedric Gibbons, Edwin B. Willis, Richard Pefferle)
- 1952: Zu jung zum Küssen (zusammen mit Cedric Gibbons, Edwin B. Willis, Jack D. Moore)
- 1953: Die lustige Witwe (zusammen mit Cedric Gibbons, Edwin B. Willis, Arthur Krams)
- 1954: Lili (zusammen mit Cedric Gibbons, Edwin B. Willis, Arthur Krams)
- 1963: Music Man (zusammen mit George James Hopkins)
- 1964: Rufmord (zusammen mit George W. Davis, Henry Grace, Hugh Hunt)
- 1967: Gesicht ohne Namen (zusammen mit George W. Davis, Henry Grace, Hugh Hunt)